# Joint European Torus
Joint European Torus (JET) — найбільший та найпотужніший у світі діючий експериментальний токамак для дослідження процесів керованого термоядерного синтезу з утриманням плазми магнітним полем. Реактор JET розташовано у науковому центрі «Калемський центр термоядерної енергії» (англ. Culham Centre for Fusion Energy), який знаходиться у містечку Калем (Оксфордшир, Велика Британія).

## Історія
Проєкт JET було ухвалено в 1974 році, він розпочав свою роботу у 1983, і досяг своїх запланованих цілей за графіком у 1990 році.
Це був єдиний механізм, що міг працювати зі сумішшю дейтерій-тритій — пальним для майбутніх комерційних реакторів. JET було розроблено для вивчення поведінки плазми в умовах наближених до необхідних для термоядерного реактора майбутнього. Зараз, основним завданням JET є допомога у конструюванні та забезпеченні працездатності ITER, виступаючи як тестовий стенд для технологій ITER та сценаріїв поведінки плазми. Дослідницький реактор JET став основним європейським кроком до термоядерної енергетики майбутнього, передуючи міжнародним проєктам ITER та DEMO.
JET був спільним європейським підприємством і спільно використовувався більш ніж 40 лабораторіями Асоціацій Євратом. EFDA (із 2014 року EUROfusion) надає робочу платформу для ефективного та ціленаправленого використання JET. В результаті більш ніж 350 вчених та інженерів зі всієї Європи зараз роблять свій внесок у програму JET.
Проєкт JET завершився в грудні 2023 року після понад 40 років напружених і результативних експериментальних досліджень.

## Технічні характеристики
В ядрі механізму знаходиться вакуумна камера, де утримується термоядерна плазма за допомогою сильного магнітного поля і струмів плазми (до 4 тесла і 5 мегаампер). Дивертор на дні вакуумної камери дозволяє парі та газу контрольовано виходити. 
Це єдиний у світі токамак, що працює на тритієвому паливі, радіоактивному ізотопі водню, що складається з протона та двох нейтронів, і дейтерію, ізотопу водню, який складається з одного протона та одного нейтрона. Злиття цих двох форм водню виробляє величезну кількість енергії.
Після модернізації, яка тривала з 2009 до 2011 року, перша стінка вакуумної камери виготовлена з берилію та вольфраму, що відображає вибір матеріалів для ITER. Берилій, з якого виготовлене нове покриття, повинен краще витримувати екстремальні умови самопідтримуваної реакції синтезу ніж композитні карбонові плитки, що використовувались до того часу. Берилієва плитка також дозволить проводити експерименти з лазерним термоядерним синтезом, які сьогодні доступні тільки в американському центрі National Ignition Facility.

## Досягнення
У 1997 році під час експерименту з реакцією D-T було встановлено світовий рекорд потужності керованого термоядерного синтезу. 
31 жовтня під час розряду № 42976 було досягнуто максимальної термоядерної потужності, що склала 16,1 МВт, а потужність більш ніж 10 МВт вдалось підтримати впродовж більше 0,5 сек.  Параметр Q, тобто співвідношення вихідної енергії до енергії, витраченої на розігрів, склав близько 0,7. Але слід зазначити, що цей параметр не враховує інші затрати енергії, зокрема дуже значні затрати на утримання плазми.
5 листопада 1997 року під час розряду № 42982 було досягнуто рекордної енергії у 21,7 млн. джоулів.
Впродовж більшої частини 2004 року реактор був зупинений для проведення базових вдосконалень для збільшення загальної потужності нагріву до більш ніж 40 МВт. Це дало можливість проводити подальші дослідження, що стосувалися розробки ITER.
В кінці вересня 2006 року розпочалася експериментальна кампанія C16, метою якої було дослідити сценарії роботи подібні ITER.
З жовтня 2009 по травень 2011 року відбувалась модернізація реактора, під час якої спеціалісти замінили близько 86 тисяч компонентів установки. В ході модернізації було проведено заміну матеріалів облицювання внутрішньої поверхні робочої камери реактора, що дало змогу підняти температуру плазми всередині реактора до більш високого значення. Також були встановлені додаткові системи діагностики та керування. Ще одним ключовим моментом проведеної модернізації стало 50-відсоткове збільшення потужності системи нагріву плазми. Таке підвищення потужності та використання високотемпературних вольфрамових щитів дасть змогу підняти температуру плазми до позначки, досягнення якої вимагають специфікації проєкту ITER.
2 вересня 2011 року розпочалася перша експериментальна кампанія після відновлення роботи реактора. Під час цієї кампанії вчені отримали плазму, яка утримувалась 15 секунд.
21 грудня 2021 року JET виробив 59 мегаджоулів, використовуючи дейтерієво-тритієве паливо, підтримуючи синтез протягом п'ятисекундного імпульсу, побивши свій попередній рекорд у 21,7 мегаджоулів з Q = 0,33, встановлений у 1997 році.
В грудні 2023 року, в ході останнього експерименту перед завершенням проєкту, JET за п’ять секунд термоядерного синтезу виробив 69 мегаджоулів енергії, використовуючи лише 0,2 міліграма пального.

## Співпраця
Починаючи з 2007 року проєкт JET розпочав співпрацю з проєктом КТМ (Казахстанського Токамака Матеріалознавчого). Співпраця намітилась у результаті спільних візитів фахівців та керівників обох проєктів, які були організовані за підтримки CNCP. У результаті перемовин було намічено шляхи співпраці, серед результатів яких: подорож керівників проєкту КТМ у Велику Британію на установки JET та MAST у 2008 році, тематичні курси вивчення англійської мови групи спеціалістів КТМ, проведення семінару МАГАТЕ з питань токамаків у Курчатові в вересні 2009 року. Крім цього, між КТМ та JET ведуть переговори про участь експертів JET у пробному пуску КТМ в 2011 році.
Співпрацю з проєктом JET була налагоджена також і українськими вченими. В період з 2007 по 2010 рік фахівці із Національного університету «Львівська політехніка» розробили магнітовимірювальну апаратуру для реактора JET в рамках проєкту УНТЦ.